# Fernando Espinoza Moreira
Fernando Ernesto Espinoza Moreira (Santiago, Chile, 1 de febrero de 1949-22 de mayo de 2023)  fue un futbolista profesional chileno, que jugaba de delantero.

## Trayectoria
Comenzó jugando al fútbol en el Club Población Alessandri (Le decían El Pobla) y pertenecía a Maipú. En estos partidos, fue visto por un dirigente de la filial de Santiago Wanderers de Santiago, quien lo invitó a probar suerte en dicha filial. Tras no gustarle el ambiente, se fue a probar a Colo-Colo, donde fue descartado debido a su estatura y peso. Tras esto, se incorporó al conjunto de Universidad Técnica, donde vio algunos minutos en el torneo de Segunda División de 1969.
Tras el abandono al fútbol profesional por parte de la UTE, se incorporó a Magallanes, lugar donde marcó época en la década de 1970. Luego de debutar en el primer equipo durante el último tramo de torneo de 1970, fueron los siguientes años donde El Polilla demostró su habilidad. En el torneo de 1971, donde fue considerado una de las revelaciones del torneo, salió vice-goleador, sólo por un gol tras Eladio Zárate. Tras este torneo, la Revista Estadio lo describía de esta forma:

Rápido, vivaz, de fútbol alegre, contagia por su espíritu. Es de los pocos delanteros a quienes no les molesta el balón en los pies y de los pocos que va solo al frente con la mente puesta en el arco rival. Su finta, su modalidad, su tremendo talento para improvisar sobre la marcha lo elevaron a un primer plano notorio.
Revista Estadio, n° 1484, 6 de enero de 1972.

En 1972 logra consagrarse como máximo goleador del torneo, donde el conjunto albiceleste terminó en la 8° posición, lo que le valió ser llamado a la selección chilena al año siguiente.
Tras sus buenas campañas, en 1973 El Polilla es fichado por Palestino, no logrando tener un mayor impacto, volviendo a Magallanes a mediados de 1974, manteniéndose hasta fines de 1975. Por Magallanes formó parte del club en cinco temporadas, en las cuales jugó 142 partidos oficiales y marcó 87 goles, convirtiéndose en uno de los máximos goleadores de la historia albiceleste.
Tras dejar Magallanes, firma por una temporada con Santiago Wanderers, donde terminó descendiendo en la Liguilla de Promoción. Luego, internacionaliza su carrera, jugando un año en el Tipografía Nacional guatemalteco. Tras su paso por Guatemala, regresa a Chile, jugando una temporada en Deportes Linares, luego retirándose en 1980 con la camiseta de Naval.

## Selección nacional
Fue convocado por primera vez a la Selección chilena de fútbol por el técnico  Raúl Pino en 1972, jugando 4 partidos clase A, sin marcar goles. Espinoza jugó un partido amistoso no oficial ante Tahití, el 14 de febrero de 1973, en donde marcó 5 goles en la victoria de 10-1 de La Roja. También formó parte de la Nómina chilena para la Copa Independencia de Brasil, donde jugó dos partidos.

### Partidos internacionales
| 1     | 26 de enero de 1972  | Estadio Jalisco, Guadalajara, México        | México     | 2-0 | Chile  |   |  | Raúl Pino      | Amistoso                     |
| 2     | 21 de junio de 1972  | Estadio José do Rego Maciel, Recife, Brasil | Irlanda    | 1-2 | Chile  |   |  | Rudi Gutendorf | Copa Independencia de Brasil |
| 3     | 25 de junio de 1972  | Estadio José do Rego Maciel, Recife, Brasil | Chile      | 2-1 | Irán   |   |  | Rudi Gutendorf | Copa Independencia de Brasil |
| 4     | 16 de agosto de 1972 | Estadio Nacional, Santiago, Chile           | Chile      | 0-2 | México |   |  | Rudi Gutendorf | Amistoso                     |
| Total | Total                | Total                                       | Presencias | 4   | Goles  | 0 |  |                |                              |

| Selección chilena | Selección chilena | Selección chilena |
| Año               | Partidos          | Goles             |
| ----------------- | ----------------- | ----------------- |
| 1972              | 4                 | 0                 |
| Total             | 4                 | 0                 |

## Clubes
| Club                           | País      | Año       |
| ------------------------------ | --------- | --------- |
| Universidad Técnica del Estado | Chile     | 1969      |
| Magallanes                     | Chile     | 1970-1972 |
| Palestino                      | Chile     | 1973-1974 |
| Magallanes                     | Chile     | 1974-1975 |
| Santiago Wanderers             | Chile     | 1976-1977 |
| Tipografía Nacional            | Guatemala | 1978      |
| Deportes Linares               | Chile     | 1979      |
| Naval                          | Chile     | 1980      |

## Palmarés

### Distinciones individuales
| Distinción                                                 | Año  |
| ---------------------------------------------------------- | ---- |
| Máximo Goleador de la Primera División de Chile (25 goles) | 1972 |